# Stanisław Stachowski
Stanisław Stachowski (ur. 21 października 1930 w miejscowości Jeziory k. Grodna, zm. 2 lipca 2021 w Krakowie) – polski slawista i turkolog, bałkanista, językoznawca, badacz leksyki, leksykograf.

## Życiorys
Dzieciństwo i młodość spędził w rodzinnym miasteczku. Tam pobierał pierwsze nauki, a w czasie okupacji brał udział w kompletach. Po zakończeniu wojny przyjechał jako repatriant do Tomaszowa Mazowieckiego. Tu w roku 1951 ukończył I Państwowe Koedukacyjne Gimnazjum i Liceum Ogólnokształcące i uzyskał maturę. W roku 1951 rozpoczął studia slawistyczne na Uniwersytecie Jagiellońskim w Krakowie w zakresie serbokroatystyki (serbistyki i kroatystyki). Jeszcze w czasie studiów zainteresował się wpływem języka osmańskotureckiego na języki słowiańskie na Bałkanach, w związku z czym zaczął uczęszczać na zajęcia turkologiczne (m.in. Mariana Lewickiego i Włodzimierza Zajączkowskiego). Praca magisterska obroniona w 1956 ukazała się drukiem w kilka lat później (1961). Po ukończeniu studiów rozpoczął pracę w Instytucie Filologii Słowiańskiej UJ.
Doktoryzował się w 1967, na podstawie rozprawy o języku górnołużyckim w dziele Abrahama Frencla, której pisanie rozpoczął pod kierunkiem Tadeusza Lehra-Spławińskiego, a po jego śmierci (1965) kontynuował pod kierunkiem Stanisława Urbańczyka. Przystępując do obrony doktorskiej, miał już w dorobku trzy monografie książkowe, a praca doktorska była jego czwartą książką. Opublikowana w 1973 praca habilitacyjna dotyczyła nie samej slawistyki, lecz właśnie kontaktów słowiańsko-tureckich. W rok później Stachowski otrzymał nominację na docenta, przechodząc równocześnie do Zakładu Turkologii Instytutu Filologii Orientalnej UJ. Tytuł profesora nadzwyczajnego otrzymał w 1983, a stanowisko profesora zwyczajnego w 1992.
Był członkiem kilku komisji naukowych PAN, a od 1990 także prestiżowej Societas Uralo-Altaica z siedzibą w Hamburgu. Przez wiele lat był redaktorem naczelnym pism Folia Orientalia oraz Prace Językoznawcze. Zeszyty Naukowe UJ. W 1995 założył międzynarodową turkologiczną serię wydawniczą Studia Turcologica Cracoviensia. Dwukrotnie pełnił funkcję wicedyrektora, a raz (1991–1994) dyrektora Instytutu Filologii Orientalnej UJ.
W 1989 zorganizował Katedrę Filologii Węgierskiej UJ, którą następnie kierował do 1991.
Oprócz zajęć dla studentów turkologii i slawistyki prowadził zajęcia z językoznawstwa historyczno-porównawczego również na polonistyce, hungarystyce i rumunistyce.
W 2018 roku otrzymał wyróżenienie od rządu tureckiego za wybitne zasługi.
Pochowany na cmentarzu Rakowickim.

## Publikacje
- Przyrostki obcego pochodzenia w języku serbochorwackim, 1961, 163 s.
- Słownik do górnołużyckiego Katechizmu Warychiusza (1597), 1966, 119 s.
- Studia nad chronologią turcyzmów w języku serbsko-chorwackim, 1967, 82 s.
- Język górnołużycki w De originibus Sorabicae Abrahama Frencla (1693-1696), 1967, 189 s.
- Wyrazy serbsko-chorwackie w Thesaurus Polyglottus H. Megisera (1603), 1969, 168 s.
- Studia nad chronologią turcyzmów w języku bułgarskim, 1971, 104 s.
- Fonetyka zapożyczeń osmańsko-tureckich w języku serbsko-chorwackim, 1973, 241 s.
- Studien über die arabischen Lehnwörter im Osmanisch-Türkischen, cz. 1, 1975, 145 s.
- Studien über die arabischen Lehnwörter im Osmanisch-Türkischen, cz. 2, 1977, 246 s.
- Słownik górnołużycki Abrahama Frencla (1693-1696), 1978, 246 s.
- Studien über die arabischen Lehnwörter im Osmanisch-Türkischen, cz. 3, 1981, 147 s.
- Studien über die arabischen Lehnwörter im Osmanisch-Türkischen, cz. 4, 1986, 113 s.
- Türkische Lehnwörter im serbischen Dialekt von Pirot, 1992, 78 s.
- Historisches Wörterbuch der Bildungen auf -cı || -ıcı im Osmanisch-Türkischen, 1996, 197 s.
- Osmanlı Türkçesinde Yeni Farsça alıntılar sözlüğü – Wörterbuch der neupersischen Lehnwörter im Osmanisch-Türkischen, 1998, 303 s.
- Index der türkischen Wörter (= tom 6 w: Franciscus à Mesgnien Meninski: Thesaurus Linguarum Orientalium..., ed. S. Stachowski / M. Ölmez), 2000, 96 s.
- Lexique turc dans le Vocabulaire de P. F. Viguier (1790), 2002, 322 s.
- Glosariusz turecko-polski, 2005, 330 s.
- Słownik historyczny turcyzmów w języku polskim, 2007, 515 s.
- Słownik historyczno-etymologiczny turcyzmów w języku polskim, 2014, LXVI + 640 s.